# Lijst van NPO Radio 2 TopSongs in 2014
Deze hits waren in 2014 NPO Radio 2 TopSong op NPO Radio 2:
| Nr. | Datum        | Artiest                                                   | Titel                                                     |
| --- | ------------ | --------------------------------------------------------- | --------------------------------------------------------- |
| 1   | 15 mei       | Michael Jackson & Justin Timberlake                       | Love Never Felt So Good                                   |
| 2   | 22 mei       | John Mayer                                                | Dear Marie                                                |
| 3   | 29 mei       | Guus Meeuwis                                              | Zonder jou                                                |
| 4   | 5 juni       | Jason Mraz                                                | Hello, You Beautiful Thing                                |
| 5   | 12 juni      | BLØF                                                      | Open je ogen                                              |
| 6   | 19 juni      | Train                                                     | Angel in Blue Jeans                                       |
| 7   | 26 juni      | Sam Smith                                                 | Stay with Me                                              |
| 8   | 3 juli       | Clean Bandit & Sharna Bass                                | Extraordinary                                             |
| 9   | 10 juli      | George Ezra                                               | Cassy O'                                                  |
| 10  | 17 juli      | Magic!                                                    | Rude                                                      |
| 11  | 24 juli      | Indila                                                    | Dernière danse                                            |
| 12  | 31 juli      | The Script                                                | Superheroes                                               |
| 13  | 7 augustus   | Waylon                                                    | Love Drunk                                                |
| 14  | 14 augustus  | Michael Jackson                                           | A Place with No Name                                      |
| 15  | 21 augustus  | Saint Motel                                               | My Type                                                   |
| -   | 28 augustus  | Geen Radio 2 Top Song in verband met de 90’s week         | Geen Radio 2 Top Song in verband met de 90’s week         |
| 16  | 4 september  | The Common Linnets                                        | Give Me a Reason                                          |
| 17  | 11 september | U2                                                        | The Miracle (of Joey Ramone)                              |
| -   | 18 september | Geen Radio 2 Top Song in verband met de 80’s week         | Geen Radio 2 Top Song in verband met de 80’s week         |
| 18  | 25 september | Dotan                                                     | Fall                                                      |
| 19  | 2 oktober    | Mr. Probz                                                 | Nothing Really Matters                                    |
| 20  | 9 oktober    | Avicii                                                    | The Days                                                  |
| 21  | 16 oktober   | The Common Linnets                                        | Love Goes On                                              |
| 22  | 23 oktober   | Chef'Special                                              | On Shoulders                                              |
| 23  | 30 oktober   | Ladies of Soul                                            | Up Till Now                                               |
| 24  | 6 november   | Kris Berry                                                | Perfect Storm                                             |
| 25  | 13 november  | Racoon                                                    | Brick by Brick                                            |
| -   | 20 november  | Geen Radio 2 Top Song in verband met de Top 2000 stemweek | Geen Radio 2 Top Song in verband met de Top 2000 stemweek |
| 26  | 27 november  | Mark Ronson & Bruno Mars                                  | Uptown Funk                                               |
| 27  | 4 december   | Tom Odell                                                 | Real Love                                                 |
| 28  | 11 december  | Trijntje Oosterhuis                                       | Walk Along                                                |
| -   | 18 december  | Geen Radio 2 Top Song in verband met de Radio 2 Top 2000  | Geen Radio 2 Top Song in verband met de Radio 2 Top 2000  |
| -   | 25 december  | Geen Radio 2 Top Song in verband met de Radio 2 Top 2000  | Geen Radio 2 Top Song in verband met de Radio 2 Top 2000  |

2014 ·
2015 ·
2016 ·
2017 ·
2018 ·
2019 ·
2020 ·
2021 ·
2022 ·
2023 ·
2024 ·
2025